# Métalla
Métalla (Metalla) är en ort i Grekland.   Den ligger i prefekturen Nomós Serrón och regionen Mellersta Makedonien, i den nordöstra delen av landet, 300 km norr om huvudstaden Aten. Métalla ligger 268 meter över havet och antalet invånare är 130.
Terrängen runt Métalla är varierad.Runt Métalla är det ganska glesbefolkat, med 42 invånare per kvadratkilometer. Närmaste större samhälle är Serrai, 16,4 km väster om Métalla. Trakten runt Métalla består till största delen av jordbruksmark.